# ディファンド・ザ・ポリス

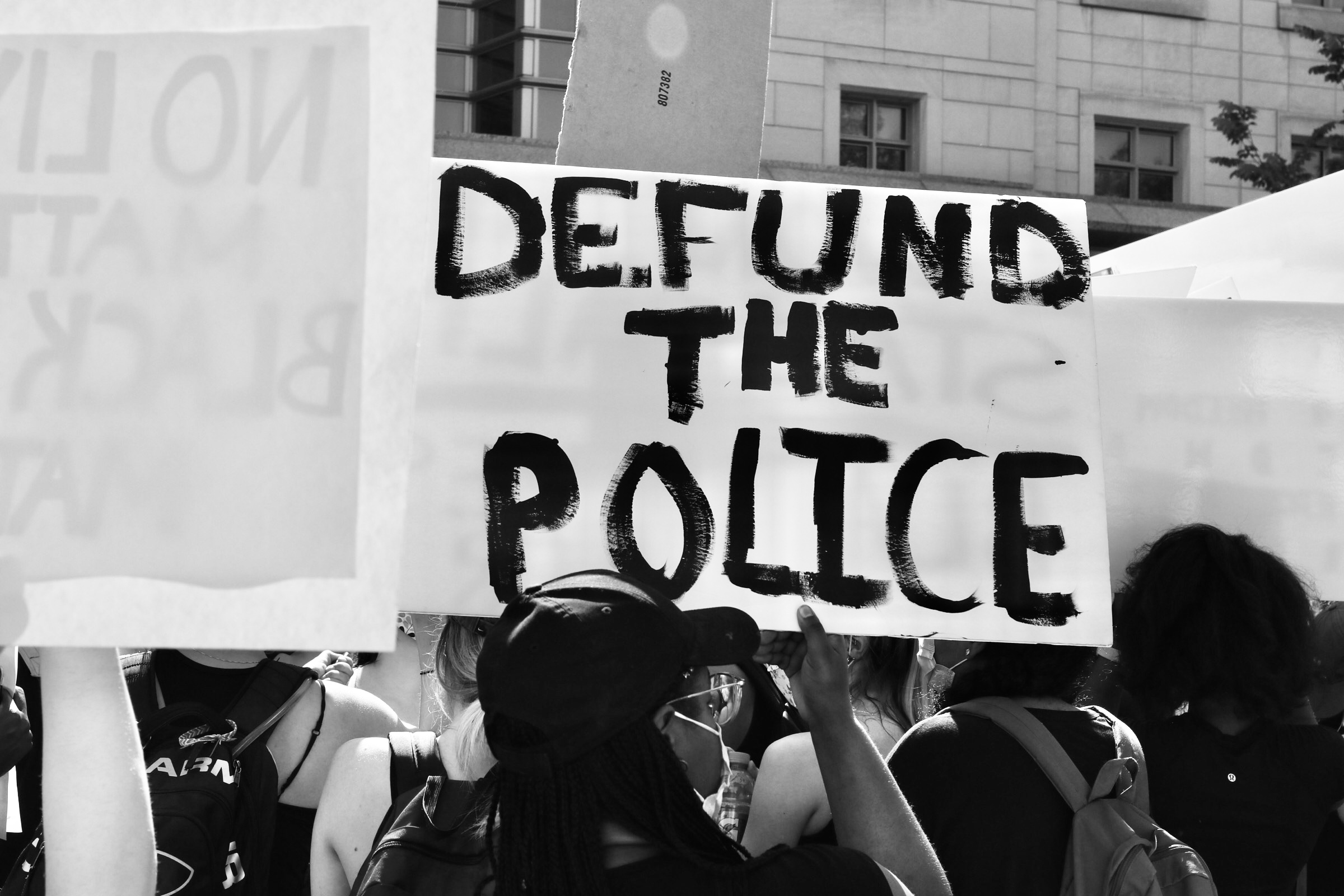
ジョージ・フロイド抗議運動におけるディファンド・ザ・ポリスのスローガン

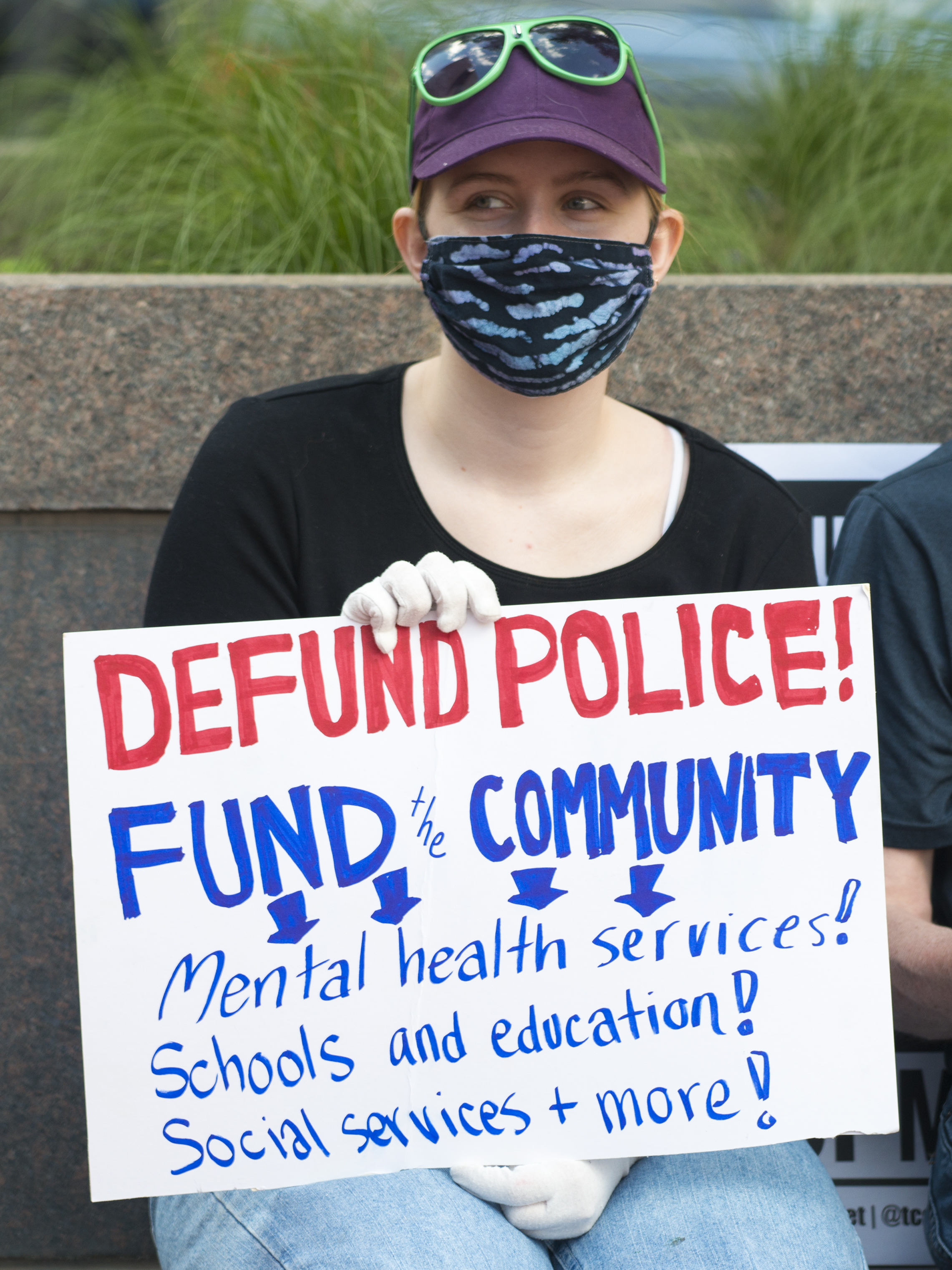
ミネアポリスにおける抗議運動

ディファンド・ザ・ポリス(英: Defund the police) は、2020年にアメリカ合衆国で広がった「警察予算を打ち切れ」というスローガンである。

## 概要
2020年5月に警察が黒人男性を締め付けて死亡させた事件を受け、全米各地で警察の予算削減を求める声が高まった。
民主党から「ディファンド・ザ・ポリス（警察の予算打ち切り）」を求める声が上がり、同党は

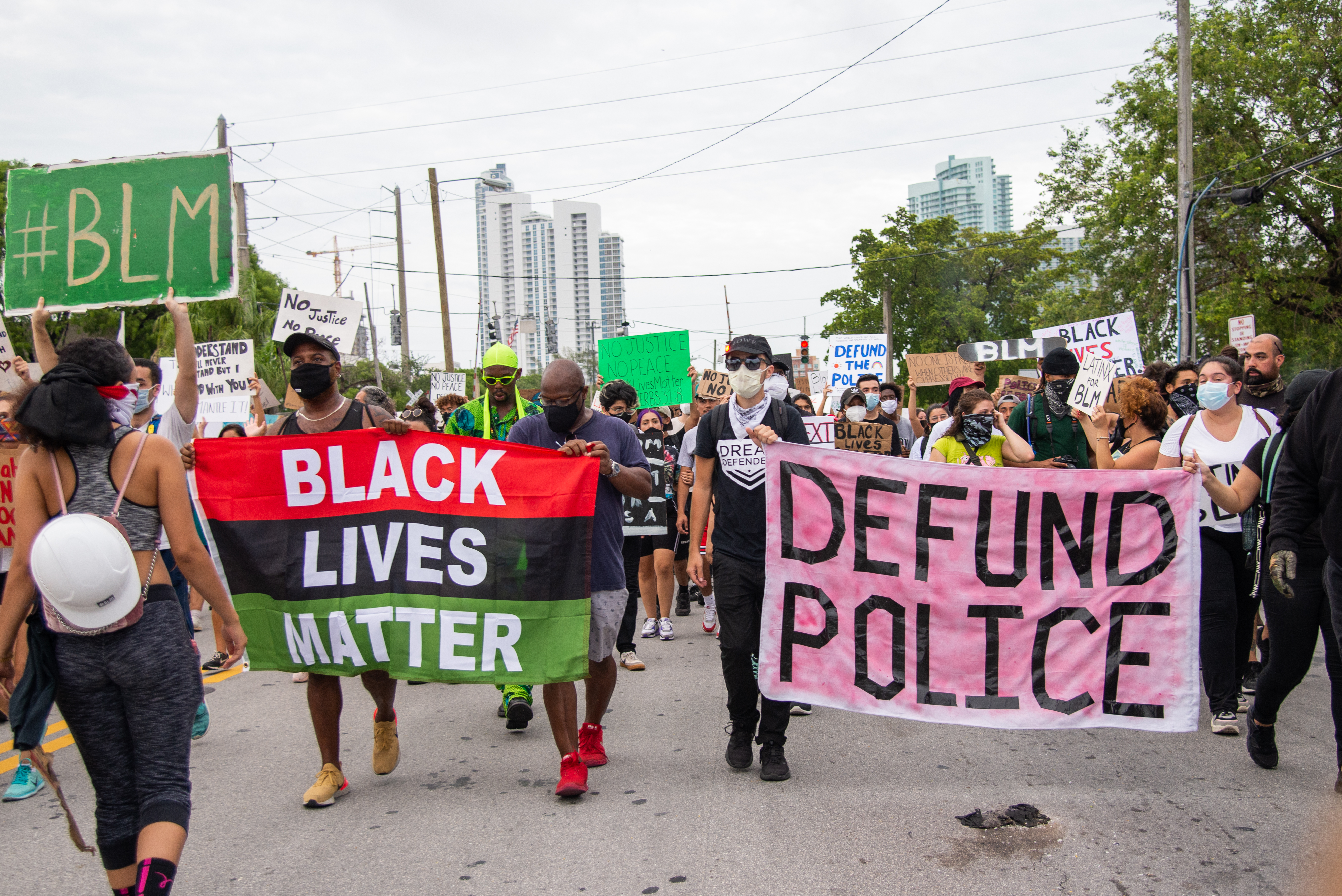
2020年6月7日のマイアミにおける抗議運動

6月8日に警察の実力行使の制限や警官の訓練強化を盛り込んだ法案を公表した。